# Eye of the Storm
Eye of the Storm er en spændende kampplads til World of Warcraft, som kan findes i Outland hvor man kun kan komme hen hvis man også har købt World of Warcraft: The Burning Crusade. Den er desuden kun tilgængelig fra level 61 og opefter.

## Spillestil
Kamppladsen i Eye of the Storm er 2 flyvende kontinenter, der bliver holdt sammen af 3 broer. Tæt på den vestlige og østlige bro er der et tårn på hvert kontinent dvs. 4 tårne i alt. På den midterste bro er der et flag, som kan fanges ligesom i et spil Fang-Flaget. For at et hold vinder skal holdet indsamle 2000 point. For at skaffe point skal man have overtaget tårne ved at dræbe alle fra det andet hold således at kun spillere fra dit hold er nær tårnet. Hvert hold får tildelt point ca. hvert 30. sekund og man får 10 point for hvert tårn. Et hold kan også få point ved at fange et flag og aflevere det ved sin base.